# Illa de les Serps (mar Negra)

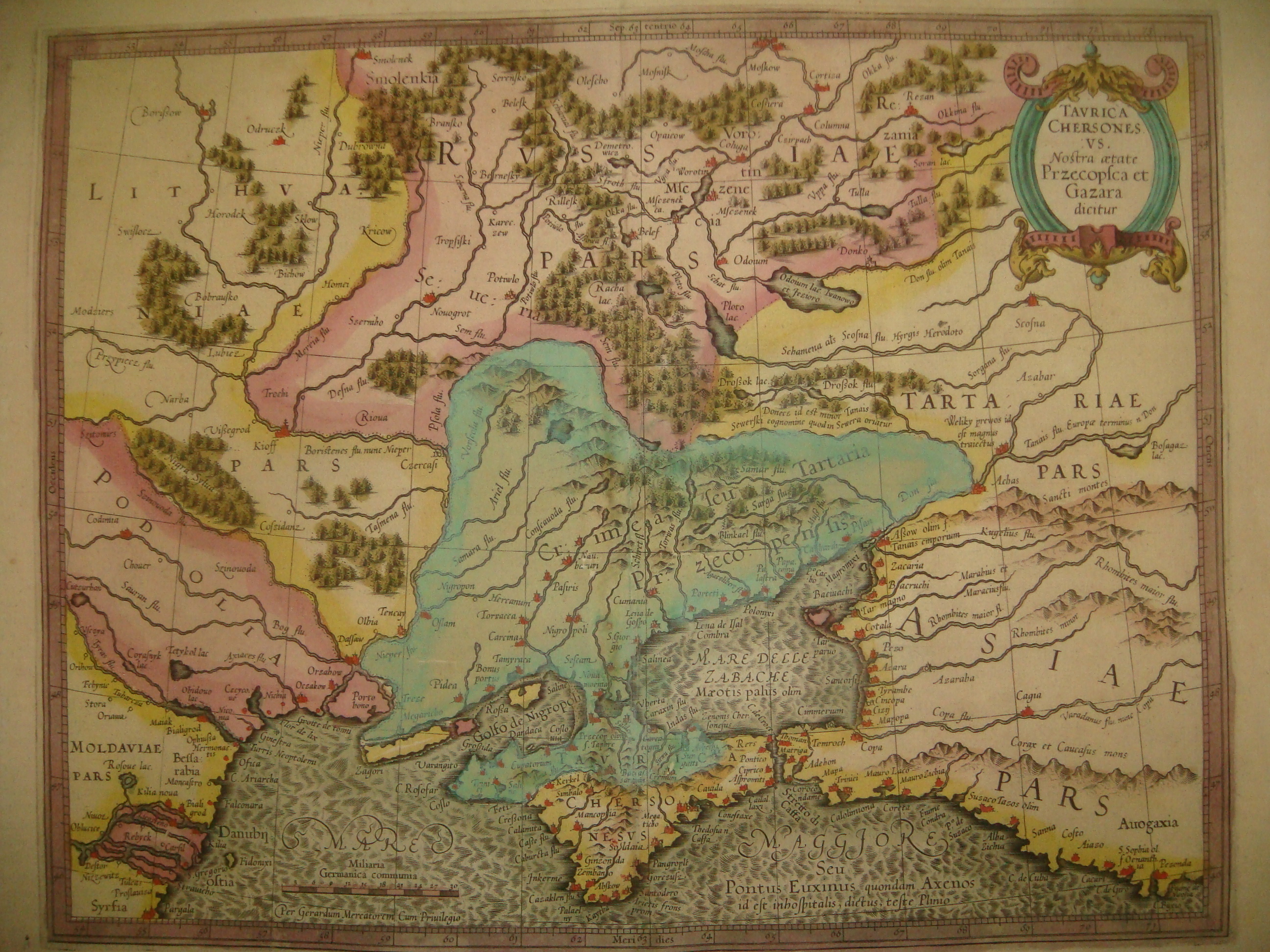
Fidonixi al mapa de Mercator

L'Illa de les Serps (en ucraïnès: О́стрів Зміїний, en romanès: Insula Șerpilor i en grec: Φιδονήσι Fidonísi), és una illa ucraïnesa que es troba a la mar Negra, prop del Delta del Danubi.
El territori està poblat d'ençà el febrer de 2007 quan s'hi va establir l'assentament rural de Bile.
L'illot va ser part d'una disputa fronterera entre Romania i Ucraïna, durant el qual Romania va impugnar la definició tècnica de l'illa i les vores al voltant d'ell. Els límits territorials de la plataforma continental al voltant de l'illa de les Serps van ser finalment delimitats per la Cort Internacional de Justícia el 2009.
Es va fer famosa internacionalment arran de la batalla de l'illa de les Serps al febrer del 2022 durant la invasió russa d'Ucraïna.

## Geografia
L'Illa de les Serps és una formació de roca ígnia situada a 35 A km de la costa, a l'est de la desembocadura del riu Danubi. Les coordenades de l'illa són 45° 15′ 18″ N, 30° 12′ 15″ E / 45.25500°N,30.20417°E. L'illa té forma de X, a 690 metres de SO a NE per 682 metres de NO a SE, amb una superfície de 0.205 km. La zona més alta és de 41 metres (135 ft) sobre el nivell del mar. L'illa no té una muntanya destacada, sinó un turó de baix pendent.
La ubicació costanera més propera a l'illa és l'illa Kubanskyi, a la part ucraïnesa del delta del Danubi, situada a 35 km (22 mi) lluny entre el canal Bystroe i el canal Skhidnyi. La ciutat costanera romanesa més propera, Sulina, és a 45 km (28 mi) lluny. La ciutat ucraïnesa més propera és Vylkove, 50 km (31 mi); tanmateix, també hi ha un port Ust-Dunaisk, 44 km (27 mi) lluny de l'illa.
Per a finals de 2011 a les aigües costaneres de l'illa de Zmiinyi es van registrar 58 espècies de peixos (12 de les quals s'inclouen al Llibre Vermell d'Ucraïna) i sis espècies de cranc. Un decret presidencial de 9 de desembre de 1998, número 1341/98, va declarar l'illa i les aigües costaneres com a zona de protecció estatal. La superfície total protegida és de 232 hectàrees.
L'illa era un dels últims llocs on es trobaven les foques monjo de la Mediterrània fins a la dècada de 1950.

## Població i infraestructures

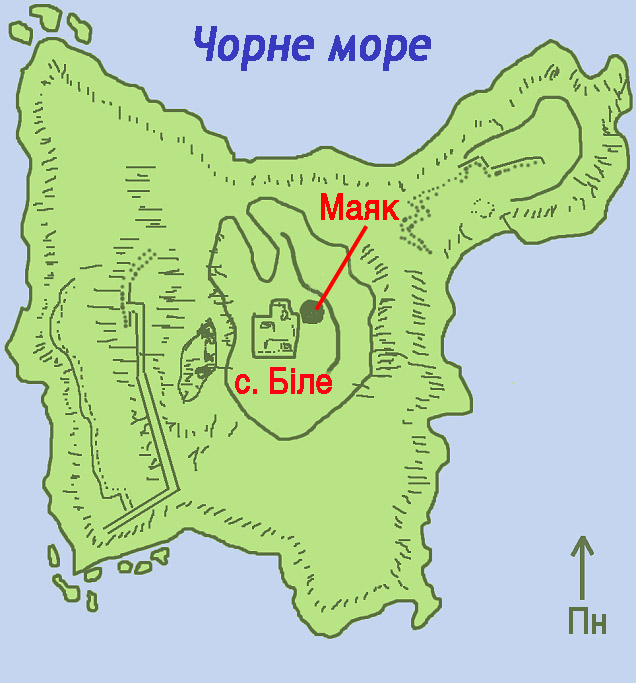
Mapa de l'illa

A l'illa hi viuen uns 100 habitants, la majoria militars de la frontera amb les seves famílies i personal tècnic. El 2003, una iniciativa de la Universitat Nacional Mechnikov d'Odessa II va establir cada any l'estació d'investigació marina Ostriv Zmiinyi en què científics i estudiants de la universitat realitzen investigacions sobre fauna, flora, geologia, meteorologia, química atmosfèrica i hidrobiologia locals.
Actualment l'illa està desmilitaritzada i està en desenvolupament ràpid. D'acord amb un tractat de Romania entre Ucraïna i el 1997, les autoritats ucraïneses van retirar una divisió de ràdio de l'exèrcit, van enderrocar un radar militar i van transferir tota la resta d'infraestructures a civils. Finalment, les relacions internacionals Romania-Ucraïna es van agreujar (vegeu la secció "Delimitació marítima") quan Romania va intentar afirmar que l'illa no és més que una roca al mar. El febrer de 2007, la Rada Suprema va aprovar l'establiment d'un assentament rural com a part de la ciutat de Vylkove, situada a certa distància a la desembocadura del Danubi. No obstant això, l'illa havia estat contínuament
 poblat fins i tot abans, encara que no oficialment.
A més d'una plataforma per a helicòpters, el 2002 es va construir un moll per a vaixells amb calat de fins a 8 metres i s'està construint un port. L'illa se subministra amb equips de navegació, inclòs un far de 150 anys. L'energia elèctrica la proporciona una central solar / dièsel doble. L'illa també té una infraestructura civil adequadament desenvolupada com ara l'estació d'investigació marina, una oficina de correus, un banc (sucursal del banc ucraïnès "Aval"), l'estació de primers auxilis, un proveïdor de televisió per satèl·lit, una xarxa telefònica, una cel·la torre de telèfon i un enllaç a Internet. La majoria d'estructures constructives es troben al centre de l'illa per un far o al nord-est de la península de l'illa pel seu moll.
A l'illa hi manca una font d'aigua dolça. El seu contingent de guàrdia fronterer se subministra regularment per via aèria. El 2009 es va suspendre el desenvolupament de l'illa a causa del finançament que va causar una gran preocupació de les autoritats locals que demanaven més finançament a l'estat.

### Far
El far de l'illa de les serps va ser construït a la tardor de 1842 per la Flota del Mar Negre de l'Imperi rus. El far és un edifici de forma octogonal, de 12 metres d'alçada, situat a prop de la zona més elevada de l'illa, a 40 metres sobre el nivell de la mar. El far construït al lloc del temple d'Aquil·les anteriorment destruït és adjacent a un edifici d'habitatges. Les restes del temple grec es van trobar el 1823.
A mesura que avançava la tecnologia del far, l'any 1860 es van comprar nous llums de far a Anglaterra, i un dels quals es va instal·lar al far l'any 1862. A principis de la dècada de 1890 s'hi va instal·lar una nova làmpada de querosè, amb equip giratori de llum i lents planes. Va millorar la visibilitat del far fins a 20 milles (32 km). El far va ser destruït o malmès durant la Primera Guerra Mundial (no és clar quin) Va ser reconstruït posteriorment (vegeu el paràgraf marcat "Primera Guerra Mundial" a continuació)
El far va ser molt damnat durant la Segona Guerra Mundial per l'aviació soviètica i les forces alemanyes en retirada. Va ser restaurada a finals de 1944 pel destacament de ràdio militar d'Odessa. El 1949 va ser reconstruït i equipat per la Flota del Mar Negre. El far es va actualitzar encara més el 1975 i el 1984. El 1988 s'hi va instal·lar una nova balisa de ràdio "KPM-300" amb un abast de senyal de ràdio de 150 milles (240 km) .
A l'agost de 2004, el far va ser equipat amb un radiofar "Yantar-2M-200", que proporciona un senyal de correcció diferencial per als sistemes de navegació global per satèl·lit GPS i GLONASS.
El far està catalogat com a UKR 050 per ARLHS, EU-182 per IOTA i BS-07 per UIA.

## Història i mitologia
L'illa va ser nomenada antigament pels grecs Leuce (en grec: Λευκὴ Leuké, "Blanca") i era coneguda de manera similar pels romans com Alba, probablement a causa de les formacions de marbre blanc que es poden trobar a l'illa. Segons Dionysius Periegetes, es deia Leuke, perquè les serps que hi havia eren blanques. Segons Arrian, es deia Leuke pel seu color. Va mencionar que l'illa també es coneixia com l'illa d'Aquil·les (en) i l'hipòdrom d'Aquil·les (grec: Δρόμον Ἀχιλλέως i Ἀχίλλειος δρόμος).
L'illa era sagrada per a l'heroi Aquil·les i tenia un temple de l'heroi amb una estàtua al seu interior. Solí va escriure que a l'illa hi havia un santuari sagrat. Segons Arrià al temple hi havia moltes ofrenes a Aquil·les i Pàtrocle. A més, la gent venia a l'illa i sacrificava o deixava lliures animals en honor d'Aquil·les. També va afegir que la gent deia que Aquil·les i Patrocle apareixien davant d'ells com al·lucinacions o en els seus somnis mentre s'acostaven a la costa de l'illa o navegaven a poca distància d'ella. Plini el Vell va escriure que la tomba de l'heroi es trobava a l'illa.
L'illa deshabitada Achilleis ("de Aquil·les ") va ser el principal santuari de l'heroi, on 'les aus marines submergides les seves ales a l'aigua per escombrar els temples neta', segons Constantino D. Kyriazis. S'hi poden trobar diversos temples d'Apol·lo traci i hi ha ruïnes submergides.
Segons els mites grecs, l'illa va ser creada per Posidó perquè Aquil·les i Helena poguessin habitar-la, però també perquè els mariners tinguessin una illa per ancorar al Pont Euxi, però els mariners no haurien de dormir mai a l'illa. Segons un epítom sobrevivent de l'èpica perduda de la Guerra de Troia d'Arctinus de Milet, les restes d'Aquil·les i Patrocle van ser portades a aquesta illa per Tetis, per ser posades en un santuari, proporcionant l'ition o mite fundador del culte hel·lènic d'Aquil·les. centrat aquí. Segons un altre mite, Tetis va donar l'illa a Aquil·les i el va deixar viure allà. L'oracle de Delfos va enviar Leonymus (altres escriptors el van anomenar Autoleon) a l'illa, dient-li que allà Ajax el Gran li apareixeria i li curaria la ferida. Leonymus va dir que a l'illa va veure Aquil·les, Àiax el Gran, Àiax el Menor, Patrocle, Antíloc i Helena. A més, Helen li va dir que anés a Estesícor a Hímera i li digués que la pèrdua de la vista va ser causada per la seva ira. Pomponius Mela va escriure que Aquil·les hi va ser enterrat.
El 1823 el capità naval rus ND Kritzkii va descobrir les ruïnes d'un temple quadrat dedicat a Aquil·les, situat a 30 metres de costat, però la posterior construcció d'un far al mateix lloc va eliminar tot el rastre. Ovidi, que va ser bandejat a Tomis, esmenta l'illa, igual que Ptolemeu i Estrabó. L'illa es descriu a la història natural de Plini el Vell, IV.27.1. També es descriu a la Carta d'Arrian a l'emperador Hadrià, un document històric dibuixat emocionadament per Marguerite Yourcenar a les seves Memòries d'Hadrià .
Es van trobar diverses inscripcions antigues a l'illa, inclòs un decret olbiopolita del segle iv aC que elogia algú per haver derrotat i expulsat els pirates que vivien a la "illa santa".

### Història moderna

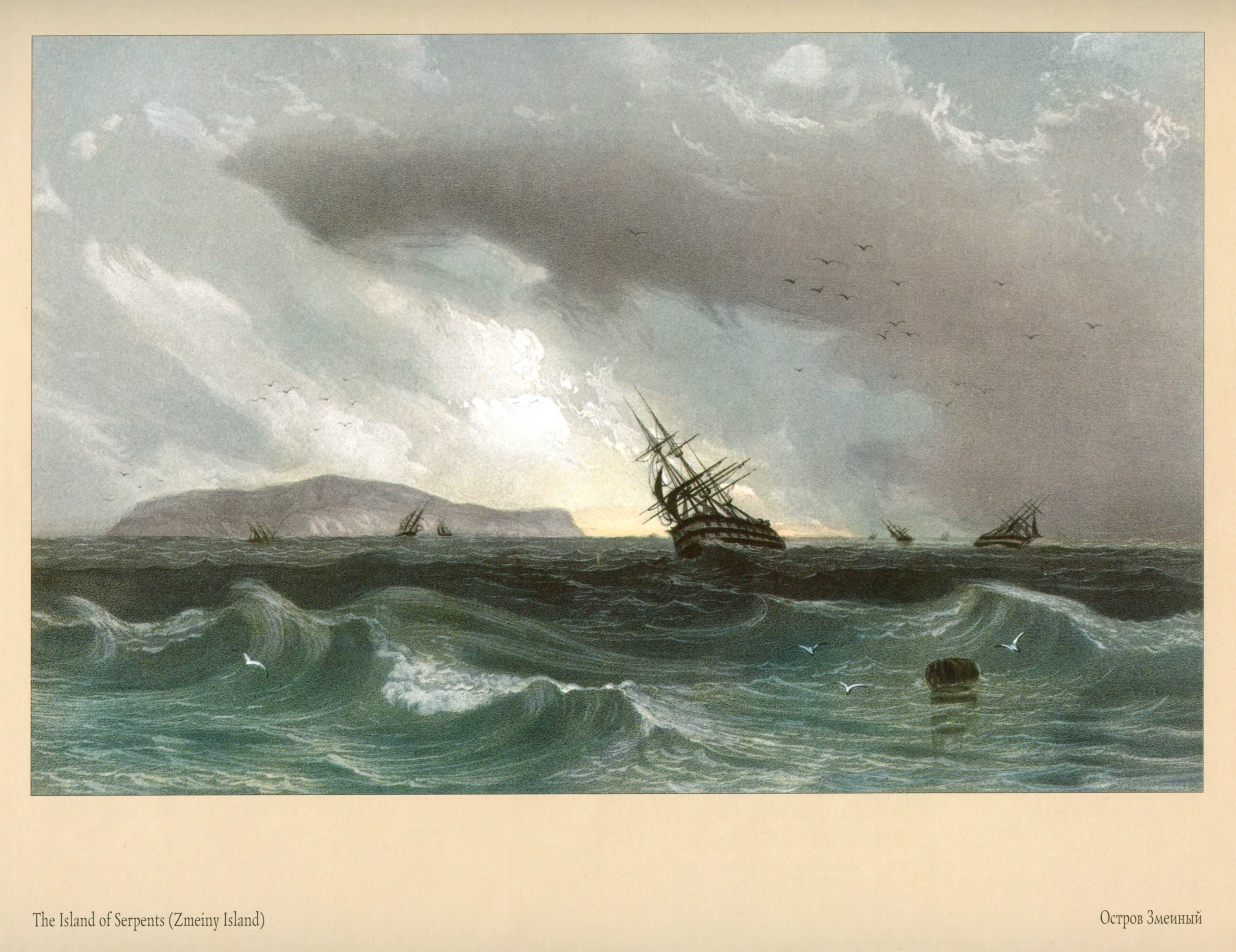
Ostriv Zmiinyi de Carlo Bossoli

Els grecs durant l'Imperi Otomà el van rebatejar com a Fidonisi (en grec: Φιδονήσι, "Illa de les serps") i l'illa van donar nom a la batalla naval de Fidonisi, lliurada entre les flotes otomana i russa el 1788, durant el transcurs de la guerra russo-turca de 1787 – 1792.
El 1829, després de la guerra russo-turca de 1828-1829, l'illa va passar a formar part de l'Imperi rus fins al 1856.
El 1877, després de la guerra russo-turca de 1877 – 1878, l'Imperi otomà va donar l'illa i la regió del Dobruja del Nord a Romania, com a reemborsament de l'annexió russa de la regió de la Besarabia Meridional de Romania.

#### Primera Guerra Mundial
Com a part de l'aliança romanesa amb Rússia, els russos van operar una estació sense fils a l'illa, que va ser destruïda el 25 de juny de 1917 quan va ser bombardejada pel creuer turc Medilli (construït com a SMS Breslau de la Marina alemanya). El far (construït per Marius Michel Pasha el 1860) també va ser danyat i possiblement destruït.

#### Període interbèl·lic
El Tractat de Versalles de 1920 va reconfirmar l'illa com a part de Romania. El far va ser reconstruït l'any 1922.

#### Segona Guerra Mundial
L'illa, sota control romanès durant la Segona Guerra Mundial, va ser la ubicació d'una estació de ràdio utilitzada per les forces de l'Eix, que la va convertir en un objectiu per a la flota soviètica del mar Negre. Les defenses de l'illa constaven principalment de diversos 122 mm i 76 canons antiaeris de mm, capturats als russos. L'esquadra de marina romanesa que defensava l'illa també estava equipat amb dos canons costaners de 45 mm, dos de antiaeris de 37 mm i dues metralladores antiaeries.
La primera acció naval hi va tenir lloc el 23 de juny de 1941, quan el líder destructor soviètic Jarkov juntament amb els destructors Bezposhchadny i Smyshlyonyi i diversos torpeders van dirigir una patrulla a prop de l'illa, però no van trobar cap vaixell de l'Eix.
El 9 de juliol de 1941, el líder dels destructors soviètics Taixkent juntament amb altres quatre destructors (Bodry, Boiky, Bezuprechny i Bezposhchadny) van realitzar una operació d'escombratge marítim a prop de l'illa, però no hi van establir cap contacte.
El 7 de setembre de 1941, dos submarins soviètics de la classe Shchuka (Shch-208 i Shch-213) i tres de la classe M (M-35, M-56 i M-62) van realitzar una patrulla a prop de l'illa.
Els dies 29 i 30 d'octubre i 5 de novembre de 1942, els miners romanesos Amiral Murgescu i Dacia, juntament amb els destructors romanesos Regina Maria, Regele Ferdinand, el líder de la flotilla romanesa Mărăști, el canó romanès Stihi i quatre vaixells R alemanys van establir dos embassaments de mines al voltant l'illa.
L'1 de desembre de 1942, mentre el creuer soviètic Voroshilov juntament amb el destructor Soobrazitelny bombardejaven l'illa amb quaranta-sis 180 mm i cinquanta-set 100 mm, el creuer va ser danyat per les mines romaneses, però va aconseguir tornar a Poti per a reparacions sota el seu propi poder. Durant el breu bombardeig, va atacar l'estació de ràdio, les casernes i el far de l'illa, però no va provocar pèrdues importants.
L'11 de desembre de 1942, el submarí soviètic Shch-212 va ser enfonsat per un camp de mines romanès a prop de l'illa juntament amb tota la seva tripulació de 44. El submarí soviètic M-31 també va ser enfonsat pels embassaments de mines romanesos prop de l'illa el 17 de desembre, o enfonsat amb càrregues de profunditat pel líder de la flotilla romanesa Mărășești el 7 de juliol de 1943.
El 25 d'agost de 1943, dues barques a motor romaneses van veure un submarí soviètic a prop de l'illa i el van atacar amb càrregues de profunditat, però va aconseguir escapar.
Els marines romanesos van ser evacuats de l'illa i les tropes soviètiques la van ocupar els dies 29 i 30 d'agost de 1944.

#### Història de la postguerra
Els tractats de pau de París de 1947 entre els protagonistes de la Segona Guerra Mundial estipulaven que Romania cedís el nord de la Bucovina, la regió d'Hertza, Budjak i Bessaràbia a la Unió Soviètica, però no feien esment de les desembocadures del Danubi i de l'illa de les serps.
Fins al 1948, l'illa de les serps formava part de Romania. El 4 de febrer de 1948, durant la delimitació de la frontera, Romania i la Unió Soviètica van signar un protocol que deixava sota administració soviètica l'illa de les serps i diversos illots del Danubi al sud de la frontera romanesa-rusa de 1917. Romania va qüestionar la validesa d'aquest protocol, ja que mai va ser ratificat per cap dels dos països; tanmateix no va fer cap reclamació oficial sobre els territoris.
El mateix any, el 1948, durant la Guerra Freda, es va construir un lloc de radar soviètic a l'illa (tant amb finalitats navals com antiaèries).
La possessió de l'Illa de les Serps per part de la Unió Soviètica es va confirmar en el tractat entre el Govern de la República Popular de Romania i el Govern de la Unió de les Repúbliques Socialistes Soviètiques sobre el règim fronterer estatal romanès-soviètic, la col·laboració i l'assistència mútua en matèria fronterera, signat a Bucarest el 27 de febrer de 1961.
Entre el 1967 i el 1987, l'URSS i la part romanesa van negociar la delimitació de la plataforma continental. La part romanesa va rebutjar la oferta russa de 4,000 km de 6,000 km al voltant de l'illa el 1987.
Després del col·lapse de la Unió Soviètica el 1991, Ucraïna va heretar el control sobre l'illa. Diversos partits i organitzacions romaneses van afirmar constantment que s'hauria d'incloure al seu territori. Segons el bàndol romanès, en els tractats de pau de 1918 i 1920 (després de la Primera Guerra Mundial), l'illa es considerava part de Romania i no es va esmentar en el tractat de canvi de frontera del 1947 entre Romania i la Unió Soviètica.
El 1997, Romania i Ucraïna van signar un tractat pel qual tots dos estats "reafirmen que la frontera existent entre ells és inviolable i, per tant, s'abstindran, ara i en el futur, de qualsevol intent contra la frontera, així com de qualsevol demanda, o acte de confiscació i usurpació de part o de tot el territori de la part contractant ". Tot i això, ambdues parts han acordat que si no es pot arribar a cap resolució sobre les fronteres marítimes en un termini de dos anys, qualsevol de les dues parts pot acudir al Tribunal Internacional de Justícia per demanar una sentència definitiva.
El 2008, dotze guàrdies fronterers ucraïnesos van morir quan s'hi va estavellar l'helicòpter que volava d'Odessa a l'illa de les Serps i van morirr tots menys un a bord.

#### Invasió russa d'Ucraïna
El 24 de febrer de 2022, en el marc de la invasió russa d'Ucraïna, l'illa fou capturada per l'exèrcit de Rússia. Tot i que al principi es pensà que hi moriren els 13 guàrdies fronterers ucraïnesos que la custodiaven, es va saber posteriorment que havien estat capturats per l'exèrcit rus i detinguts a Crimea.

## Delimitació marítima
L'estat de l'illa de les serps era important per a la delimitació de la plataforma continental i les zones econòmiques exclusives entre els dos països. Si l'illa de les serps fos reconeguda com una illa, la plataforma continental que l'envolta hauria de ser considerada com a aigua ucraïnesa. Si l'illa de les serps no fos una illa, sinó una roca, d'acord amb el dret internacional, s'hauria de traçar la frontera marítima entre Romania i Ucraïna sense tenir en compte la ubicació de l'illa.
El 4 de juliol de 2003, el president de Romania, Ion Iliescu, i el president de Rússia, Vladimir Putin, van signar un tractat sobre amistat i cooperació. Romania es va comprometre a no impugnar territoris d'Ucraïna o Moldàvia, que va perdre contra la Unió Soviètica després de la Segona Guerra Mundial, però va sol·licitar que Rússia com a successora de la Unió Soviètica reconegués d'alguna forma la seva responsabilitat pel que havia passat.
El 16 de setembre de 2004, la part romanesa va presentar un cas contra Ucraïna al Tribunal Internacional de Justícia (CIJ) en una disputa sobre la frontera marítima entre els dos estats al mar Negre.
El 3 de febrer de 2009, la CIJ va dictar la seva sentència, que dividia l'àrea marítima del mar Negre al llarg d'una línia que estava entre les reclamacions de cada país. El Tribunal va invocar la prova de desproporcionalitat a l'hora de resoldre el conflicte, i va assenyalar que la CIJ, “tal com ha indicat la seva jurisprudència, pot decidir en ocasions no tenir en compte illes molt petites o decidir no donar-los el seu ple dret a les zones marítimes, si aquest enfocament tingués un efecte desproporcionat sobre la línia de delimitació que s'està considerant "i, a causa d'un acord previ entre Ucraïna i Romania, l'illa" no hauria de tenir cap efecte sobre la delimitació en aquest cas, a part de la derivada del paper dels 12 -arc de milla nàutica del seu mar territorial "acordat prèviament entre les parts.